# Periode (Kryptologie)
In der Kryptologie, speziell bei den polyalphabetischen Substitutionsverfahren, bezeichnet man als Periode die Anzahl der Zeichen, nach der sich das zur Verschlüsselung verwendete Alphabet wiederholt.

## Beispiele

### Vigenère-Verschlüsselung
Bei der klassischen Verschlüsselungsmethode der Vigenère-Verschlüsselung stehen entsprechend der Buchstabenanzahl des üblichen lateinischen Alphabets insgesamt 26 verschiedene Alphabete zur Verfügung, die beispielsweise in Form einer klassischen Tabula recta angeordnet werden können, und von denen, durch das Schlüsselwort gesteuert, einige ausgewählt werden. Dabei bestimmt die Länge des Schlüsselworts die Anzahl der verwendeten Alphabete und damit die Periode der Verschlüsselung. Lange Kennwörter ergeben lange Perioden, was der kryptographischen Sicherheit der Methode gegen unbefugte Entzifferung zugutekommt. Zum Brechen („Knacken“) der Verschlüsselung kann der Friedman-Test dienen, der unter Benutzung des Koinzidenzindexes versucht, als ersten Schritt bei der Entzifferung die Länge der Periode zu erschließen.

### Enigma-Maschine
Die Periodenlänge der deutschen Schlüsselmaschine ENIGMA I beträgt 26·25·26 = 16.900 Zeichen. Dies ergibt sich aus der Anzahl der verwendeten Walzen – meist wurden drei eingesetzt – und der Anzahl der Buchstaben jeder Walze, wobei der Faktor 25 bei der mittleren Walze durch eine (unwichtige) Anomalie des Fortschaltmechanismus verursacht wird. Die ENIGMA war aufgrund ihrer im Vergleich zur vorgeschriebenen Höchstlänge der Funksprüche von 250 Buchstaben relativ großen Periode gut gegen kryptographische Angriffe auf Grundlage der Analyse der Buchstabenhäufigkeiten geschützt.

### M-209

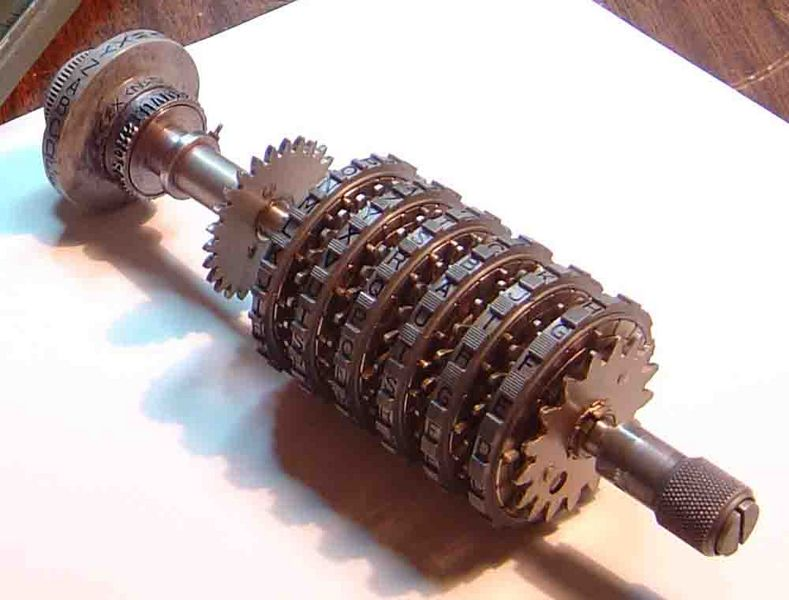
Die sechs Rotoren der M-209

Im Gegensatz zur Enigma enthielt die amerikanische M-209 sechs Schlüsselrotoren (und nicht nur drei oder höchstens vier wie die Enigma-M4). Ebenfalls anders als bei der deutschen Maschine waren diese unterschiedlich unterteilt (26, 25, 23, 21, 19 und 17). Diese Zahlen waren bewusst teilerfremd gewählt, wodurch sich als Periode das Produkt 26·25·23·21·19·17 = 101.405.850 ergab.